# Dryadella
Dryadella är ett släkte av orkidéer. Dryadella ingår i familjen orkidéer.

## Bildgalleri

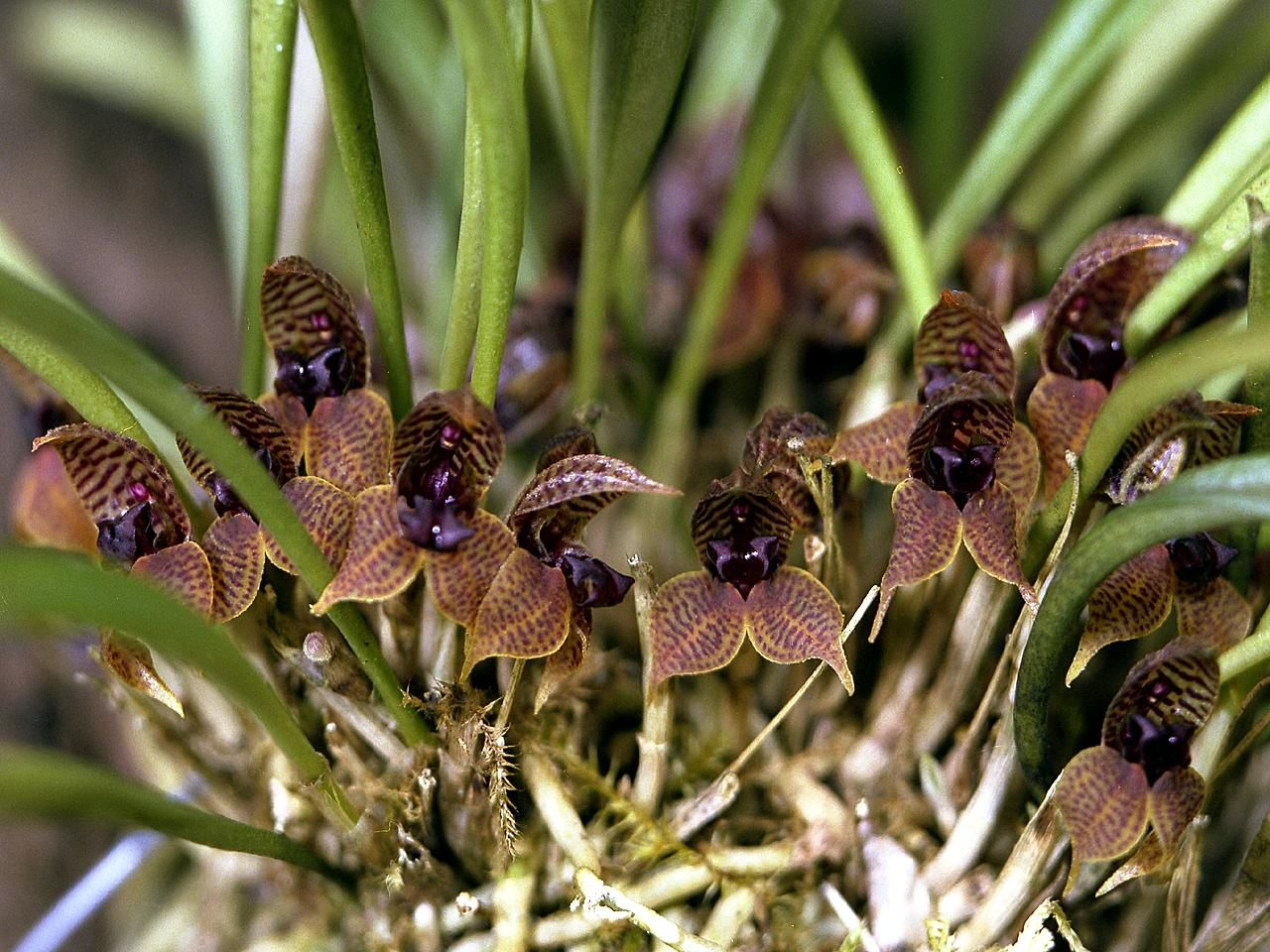
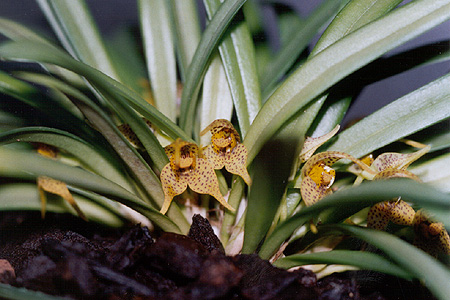

## Dottertaxa tillDryadella, i alfabetisk ordning[1]
- Dryadella albicans
- Dryadella ana-paulae
- Dryadella aurea
- Dryadella auriculigera
- Dryadella aviceps
- Dryadella barrowii
- Dryadella butcheri
- Dryadella clavellata
- Dryadella crassicaudata
- Dryadella crenulata
- Dryadella cristata
- Dryadella cuspidata
- Dryadella dodsonii
- Dryadella dressleri
- Dryadella edwallii
- Dryadella elata
- Dryadella espirito-santensis
- Dryadella fuchsii
- Dryadella gnoma
- Dryadella gomes-ferreirae
- Dryadella greenwoodiana
- Dryadella guatemalensis
- Dryadella hirtzii
- Dryadella kautskyi
- Dryadella lilliputiana
- Dryadella linearifolia
- Dryadella litoralis
- Dryadella lueriana
- Dryadella marilyniana
- Dryadella marsupiata
- Dryadella meiracyllium
- Dryadella minuscula
- Dryadella mocoana
- Dryadella nasuta
- Dryadella nortonii
- Dryadella odontostele
- Dryadella osmariniana
- Dryadella pachyrhiza
- Dryadella perpusilla
- Dryadella pusiola
- Dryadella rodrigoi
- Dryadella simula
- Dryadella sororcula
- Dryadella sublata
- Dryadella summersii
- Dryadella susanae
- Dryadella toscanoi
- Dryadella vasquezii
- Dryadella werneri
- Dryadella verrucosa
- Dryadella vitorinoi
- Dryadella wuerstlei
- Dryadella zebrina